# Leucostoma politifrons
Leucostoma politifrons là một loài ruồi trong họ Tachinidae.